# Aminobacterium
Aminobacterium é um gênero Gram-negativo de bactérias da família das Synergistaceae.